# Hamadryas feronia

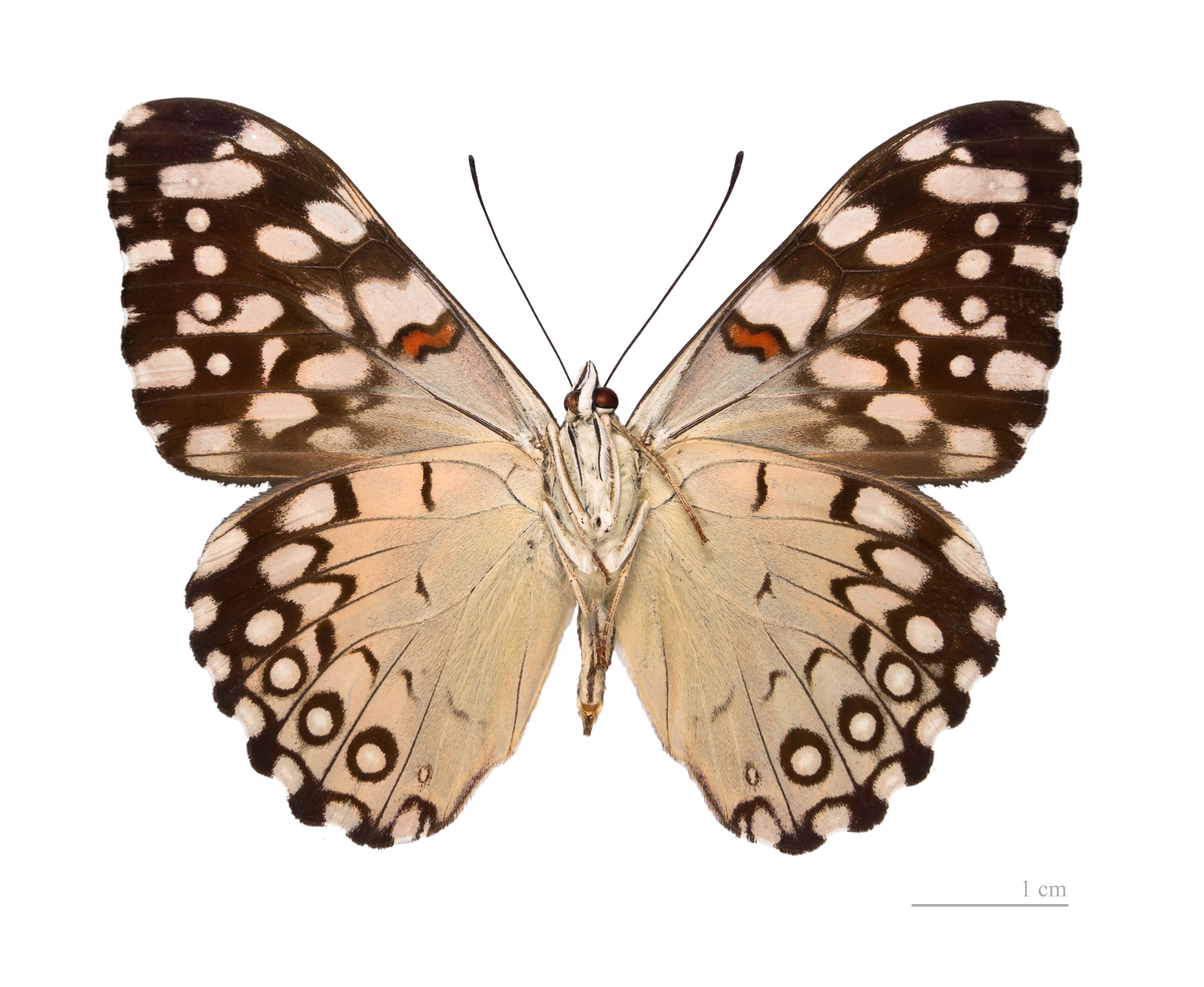
Unterseite von Hamadryas feronia

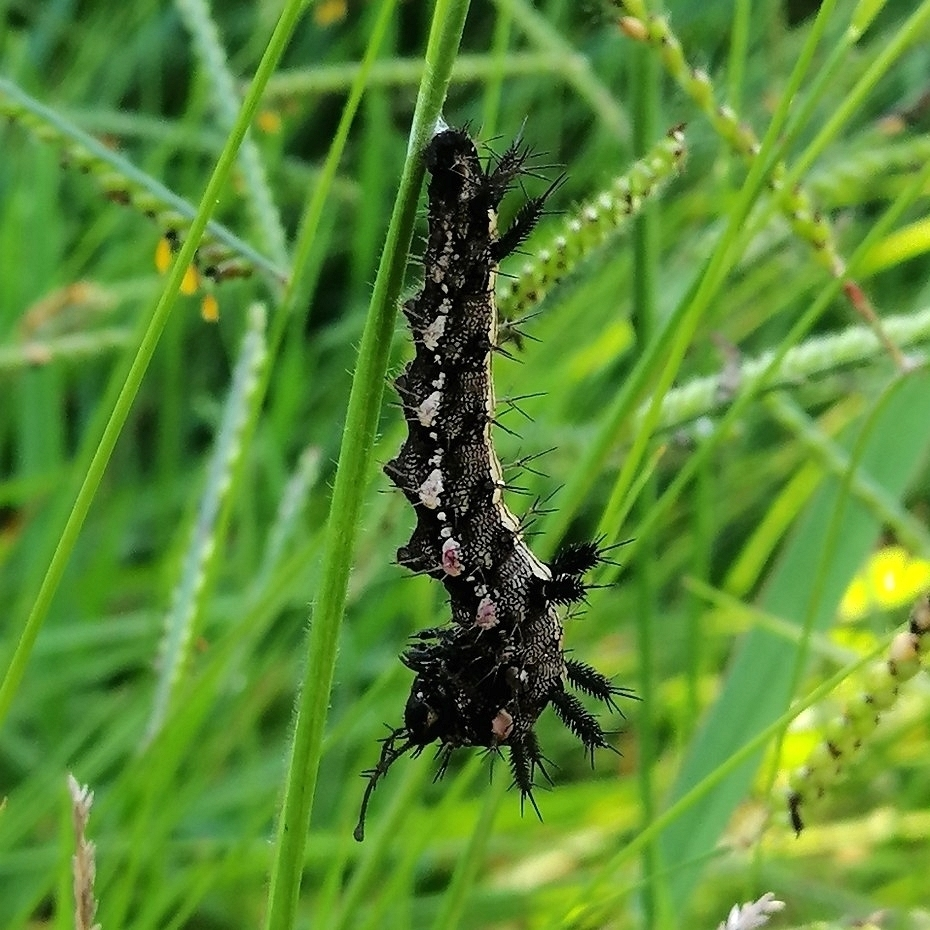
Hamadryas feronia, Raupe

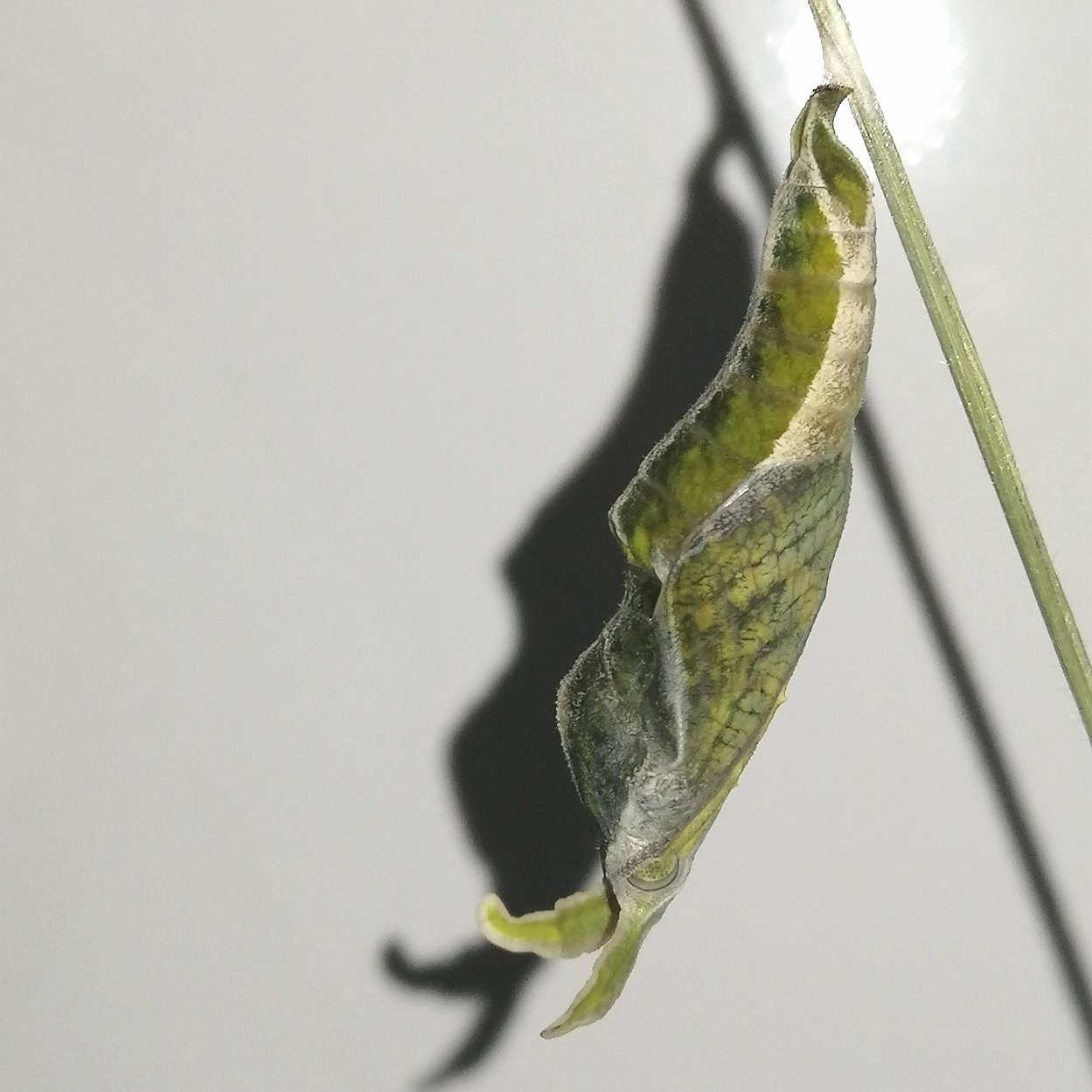
Hamadryas feronia, Puppe

Hamadryas feronia ist ein Schmetterling (Tagfalter) aus der Familie der Edelfalter (Nymphalidae). Die männlichen Falter können knackende Geräusche erzeugen.

## Merkmale

### Falter
Die Flügelspannweite der Falter beträgt 73 bis 83 Millimeter. Die Oberseite aller Flügel ist blaugrau bis graubraun marmoriert und mit weißlichen Flecken überzogen. Auf den Vorderflügeln befindet sich ein roter, S-förmig gebogener kleiner Fleck in der Diskalregion nahe dem Vorderrand. In der Submarginalregion hebt sich eine Reihe hell gekernter Augenflecke hervor. Die Flügelunterseite zeigt eine cremig weiße Grundfarbe und ist mit schwarzbraunen Zeichnungselementen versehen. Der rote Fleck der Oberseite der Vorderflügel schimmert in abgeschwächter Form hindurch. Nahe am Apex befindet sich ein länglicher weißer Fleck.

### Raupe, Puppe
Erwachsene Raupen haben zumeist eine bräunliche Farbe und sind fein schwärzlich marmoriert. Auf dem hellen Rücken heben sich einige lange und verzweigte Dornen deutlich hervor. Im Bereich der Stigmen befinden sich weiße und rosa Flecke sowie kurze gelbliche Dornen. Der Kopf trägt zwei gezähnte Hörner.
Die Puppe zeigt zwei lange Spitzen am Kopf.

### Ähnliche Arten
- Hamadryas guatemalena unterscheidet sich durch das stärker ausgeprägte weiße Fleckenmuster auf der Unterseite der Vorderflügel nahe am Apex.
- Hamadryas iphthime fehlt der rote S-förmige Fleck auf den Vorderflügeln.[3]

## Geographische Verbreitung und Lebensraum
Hamadryas feronia kommt von Texas Richtung Süden hauptsächlich in Mittelamerika sowie Teilen Südamerikas vor und besiedelt bevorzugt tropisches offenes Gelände mit einzelnem Baumbestand. In Costa Rica ist die Unterart Hamadryas feronia farinulenta von Meereshöhe bis auf 1400 Meter anzutreffen.

## Lebensweise
Die Falter fliegen in tropischen Regionen in mehreren Generationen das ganze Jahr hindurch, in Texas von August bis November. Sie saugen zur Aufnahme von Nahrung gerne an überreifem Obst, nicht jedoch an Blüten. Die Raupen ernähren sich von den Blättern verschiedener Wolfsmilchgewächse (Euphorbiaceae), u. a. Dalechampia triphylla mit ssp. stenosepala, D. tiliifolia und D. scandens.

## Besondere Eigenschaften
Beim Fliegen erzeugen die männlichen Falter ein klickendes bzw. knackendes Geräusch, weshalb die Gattung Hamadryas im englischen Sprachgebrauch auch als „Cracker“ bezeichnet wird. Die Töne können angewendet werden, um Weibchen zu beeindrucken, konkurrierende Männchen zu vertreiben, Fressfeinde abzuschrecken oder um das Territorium akustisch zu markieren. Nach Scott werden sie durch das Aufeinanderschlagen der dornigen Ausläufe am Ende des männlichen Abdomens mit den darunter liegenden ebenfalls dornigen Valven erzeugt. Die Forschungen von Yack et al. sowie Monge-Najera et al. besagen hingegen, dass das Geräusch durch Flügelschlag erzeugt wird. Zur endgültigen Klärung über die genaue Lage der Tonquelle sowie zur bevorzugten Anwendung sind weitere Untersuchungen erforderlich. Der Maximalwert des Frequenzspektrums der bis zu 0,5 Sekunden dauernden Geräusche wird im Bereich zwischen 13 und 15 kHz angegeben. Der Schalldruckpegel in zehn cm Entfernung von der Quelle wurde mit  80 bis 100 dB gemessen. Die Falter nehmen die Töne mittels eines an der Basis der Vorderflügel liegenden Chordotonalorgans, dem Vogel’s Organ, wahr.

## Unterarten
- Hamadryas feronia feronia (Brasilien, Paraguay, Peru)
- Hamadryas feronia farinulenta (Mexiko, Honduras, Venezuela, Kolumbien, Trinidad)